# Davy Engineering
Die Davy Engineering Co. Ltd. war ein britischer Automobilhersteller in Hulme (Manchester). 1909–1911 wurden dort Mittelklasseautomobile gebaut.
1909 wurde der Davy 15/20 hp vorgestellt. Er war mit einem Vierzylinder-Reihenmotor mit 2,2 l Hubraum ausgestattet und besaß einen Radstand von 2.591 mm.
1911 kam der Davy 18/24 hp dazu, dessen Vierzylindermotor bei gleicher Bohrung einen wesentlich verlängerten Hub hatte, was zu einem Hubraum von 3,1 l führte. Der Radstand des Wagens betrug 2.896 mm.
Noch im selben Jahr verschwand die Marke wieder vom Markt.

## Modelle
| Modell   | Bauzeitraum | Zylinder | Hubraum  | Radstand |
| -------- | ----------- | -------- | -------- | -------- |
| 15/20 hp | 1909–1911   | 4 Reihe  | 2215 cm³ | 2591 mm  |
| 18/24 hp | 1911        | 4 Reihe  | 3116 cm³ | 2896 mm  |

## Quelle
- David Culshaw & Peter Horrobin: The Complete Catalogue of British Cars 1895–1975. Veloce Publishing plc. Dorchester (1999).  ISBN 1-874105-93-6